# Medizinische Universität Lausitz – Carl Thiem
Die Medizinische Universität Lausitz – Carl Thiem (MUL-CT) ist eine Universität in Brandenburg, die am 1. Juli 2024 in Cottbus gegründet wurde. Ab voraussichtlich Wintersemester 2026/27 soll ein Medizinstudiengang angeboten werden, der laut Universität als Modellstudium konzipiert werden soll. Weitere Masterstudiengänge, etwa in den Bereichen Data Science (insbesondere im medizinischen Bereich) sowie Gesundheitswissenschaften sollen folgen.
Die Medizinische Universität Lausitz – Carl Thiem ging direkt aus dem Carl-Thiem-Klinikum Cottbus (CTK) hervor, das heute als Universitätsklinikum Teil des Universitätscampus ist. Das CTK war bis zu diesem Zeitpunkt bereits mit 1200 Betten das größte Krankenhaus im Land Brandenburg. Mit rund 3200 Mitarbeitern war und ist es zudem der größte Arbeitgeber der Stadt Cottbus. Das CTK selbst wurde am 1. April 1914 als Vereinigte Städtische und Thiemsche Heilanstalt gegründet, benannt nach dem Initiator und Mitgründer Carl Thiem. Zwischen 1952 und 1991 hieß es Bezirkskrankenhaus Cottbus. Nach der Wende erhielt es 1991 seinen heutigen Namen. Das CTK ist akademisches Lehrkrankenhaus der Berliner Charité. Es verfügt über 23 Teilkliniken, vier Institute und zahlreiche zertifizierte Zentren.
In unmittelbarer Nähe des Klinikums befinden sich auch das „Sana-Herzzentrum Cottbus“, das „Institut für Transfusionsmedizin“ des DRK samt Blutspendedienst sowie das „Ronald-McDonald-Haus Cottbus“.

## Geschichte
Das Hauptgebäude in der Thiemstraße ist denkmalgeschützt.
Die Vereinigte Städtische und Thiemsche Heilanstalt wurde von 1912 bis 1914 nach Plänen des Hamburger Architekten Friedrich Ruppel im Jugendstil erbaut. Offiziell eingeweiht am 27. Juni 1914, war sie das größte Krankenhaus in dieser Region, geleitet von Carl Thiem, was für ihn die Erreichung des Endziels einer Lebensaufgabe bedeutete. Ende 1920 erfolgte der Bau der Seitenflügel, wo die Röntgenabteilung und Dienstwohnungen untergebracht waren. Zu dieser Zeit waren ungefähr 500 Betten belegt, aber schon im Zweiten Weltkrieg verdoppelte sich die Belegung, weil ein Teil der Heilanstalt als Lazarett genutzt wurde.
Beim großen Bombenangriff am 15. Februar 1945 wurden etwa 90 % des Krankenhauses zerstört. Bis Ende 1949 musste die stationäre Krankenversorgung in Nachbarstädten erfolgen, 1952 wurde das wieder aufgebaute Krankenhaus zum Bezirkskrankenhaus. Die wirtschaftliche Entwicklung und die wachsende Einwohnerzahl machten Erweiterungsbauten und Änderungsbauten nach 1970 notwendig; am 1. Oktober 1975 erfolgte die Grundsteinlegung für einen Neubau, die Arbeiten dauerten bis 1983. Bereits Mitte der 1970er Jahre wurde die orthopädische Fachabteilung in die ehemalige Lungenheilstätte Kolkwitz ausgegliedert, wo sie bis 2007 blieb.

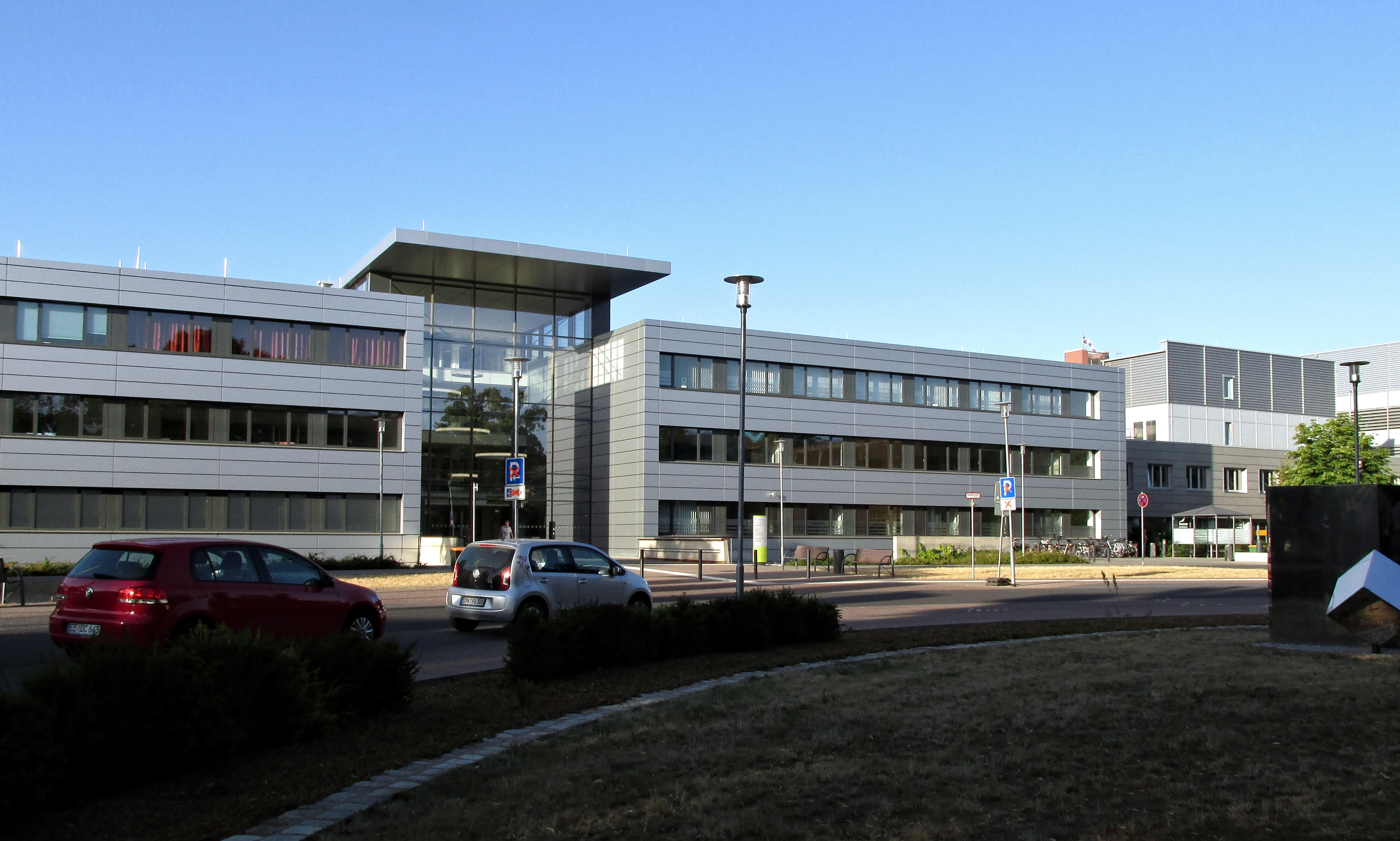
Der 2016 errichtete Neubau

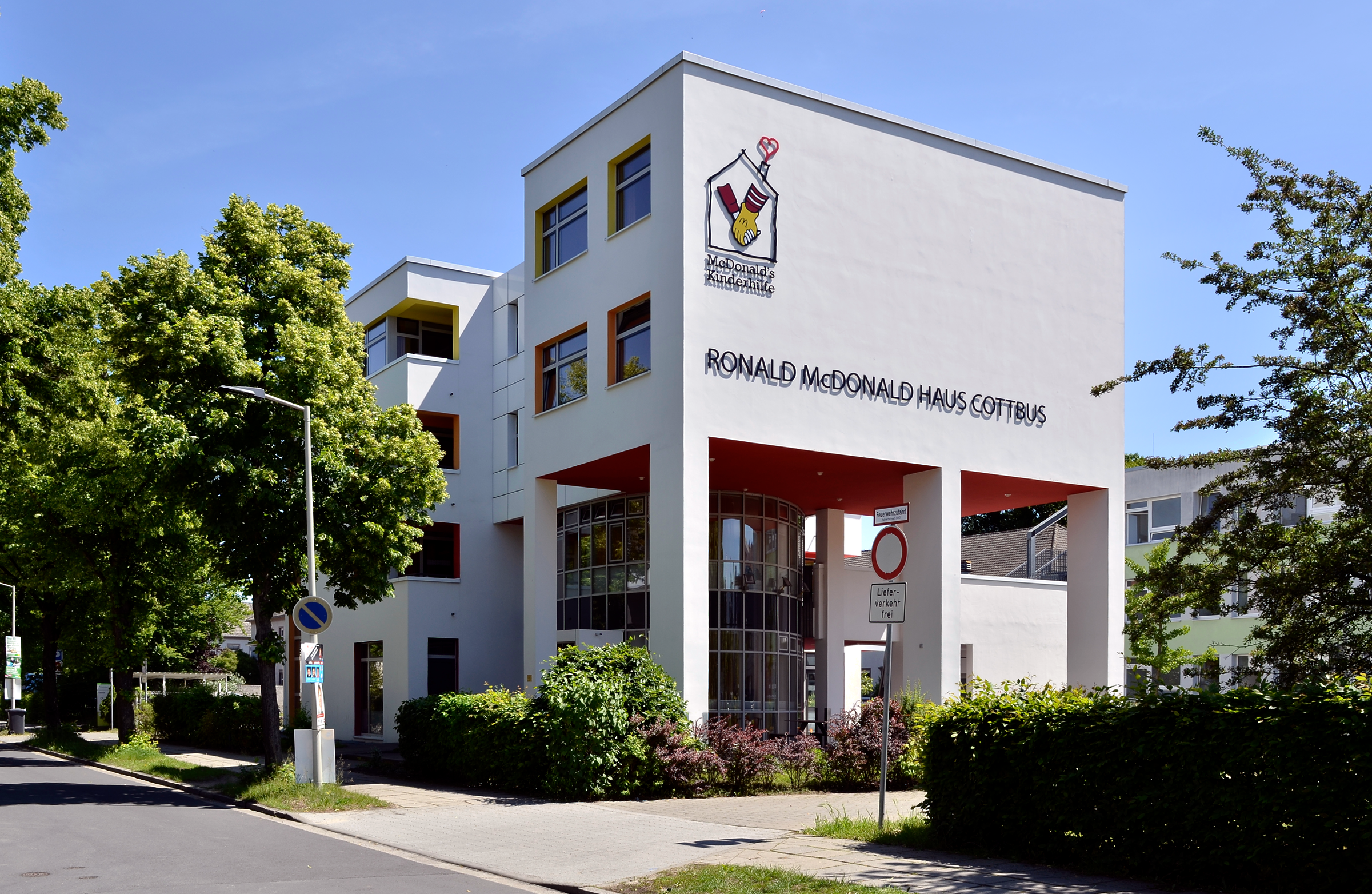
Ronald-McDonald-Haus auf dem Gelände des CTK

1991 wurde das Bezirkskrankenhaus in Carl-Thiem-Klinikum umbenannt, im Eingangsbereich des Altbaus befindet sich eine Büste des Gründers. Im Jahr 1993 begann eine weitere Umbau- und Modernisierungsmaßnahme, die heute noch andauert. Als Beispiel für erfolgte Umbauten sei das im Juni 1997 in Betrieb genommene 90-Bettenhaus oder die seit Oktober 1997 aktive nuklearmedizinische Bettenstation genannt. Im Mai 2003 wurde auf dem Gelände des Klinikums das Ronald-McDonald-Haus eingerichtet. Im Jahr 2016 kamen ein neues Mutter-Kind-Haus, ein neuer Haupteingang – der dritte in der Geschichte des Hauses – und eine komplett umgebaute Notaufnahme hinzu. 2019 wurde außerdem ein neues Parkhaus am Haupteingang in der Leipziger Straße eröffnet.
Am 1. Juli 2024 wurde die Medizinische Universität Lausitz – Carl Thiem als Universitätsklinikum neu gegründet und das Carl-Thiem-Klinikum als krankenversorgender Teil in diese integriert.

## Zentren, Institute und Kliniken, Departments & Sektionen
Zentren
- Interdisziplinäres Schädelbasiszentrum
- Perinatalzentrum Level 1
- Sozialpädiatrisches Zentrum
- Tumorzentrum Lausitz – Onkologisches Zentrum
- Wirbelsäulenzentrum
- Zentrum für Seltene & Ungeklärte Erkrankungen

Institute
- Laboratoriumsmedizin
- Mikrobiologie & Krankenhaushygiene
- Pathologie
- Radiologie & Neuroradiologie

Kliniken, Departments und Sektionen
- Abteilung für Diabetologie
- Augenklinik
- Chirurgische Klinik
- Department für Geriatrie
- Geburtshilfe
- Klinik für Anästhesiologie, Intensivtherapie und Palliativmedizin
- Klinik für Dermatologie, Venerologie und Allergologie
- Klinik für Frauenheilkunde
- Klinik für Gastroenterologie und Rheumatologie
- Klinik für Hals-Nasen-Ohrenkrankheiten, Kopf- und Halschirurgie
- Klinik für Hämatologie, Onkologie, Nephrologie, Diabetologie und Pneumologie
- Klinik für Kardiologie, Rhythmologie und Angiologie
- Klinik für Kinder- und Jugendmedizin
- Klinik für Mund-, Kiefer-, Gesichts-, rekonstruktive und plastische Chirurgie
- Klinik für Neurochirurgie
- Klinik für Neurologie
- Klinik für Nuklearmedizin
- Klinik für Orthopädie
- Klinik für Psychiatrie, Psychotherapie und Psychosomatik
- Klinik für Radioonkologie und Strahlentherapie
- Klinik für Unfall-, Wiederherstellungs- und Handchirurgie
- Klinik für Urologie
- Sektion für Nephrologie
- Sektion für Pneumologie
- Zentrale interdisziplinäre Notaufnahme

Qualitätssiegel und Zertifikate
- Akkreditiertes Zentrum für Laboratoriumsmedizin, Mikrobiologie und Krankenhaushygiene (nach Vorgaben der DAkkS)
- Aufbereitungseinheit für Medizinprodukte (AEMP)
- Endoprothetikzentrum der Maximalversorgung
- KTQ-Zertifizierung für das Gesamthaus
- Zertifizierte Chest Pain Unit
- Zertifizierte Molekulare Diagnostik
- Zertifizierte überregionale Stroke Unit
- Zertifiziertes Diabeteszentrum (DDG)
- Zertifiziertes Fuß- und sprunggelenkschirurgisches Zentrum
- Zertifiziertes Onkologisches Zentrum (inkl. Viszeralonkologisches Zentrum (mit Darmkrebszentrum, Pankreaskrebszentrum, Schwerpunkt Gastrointestinale Tumoren)), Kopf-Hals-Tumorzentrum, Prostatakarzinomzentrum (mit Schwerpunkt Urologische Tumoren), Gynäkologisches Krebszentrum, Brustkrebszentrum (Transit), Hauttumorzentrum (Transit)
- Zertifiziertes Überregionales Traumazentrum
- Zertifiziertes Zentrum für Multiple Sklerose